# Кочо Лютата
Кочо Георгиев Лютов, известен като Лютата, е български хайдутин и революционер, участник в националноосвободителното движение на България.

## Биография
Кочо Георгиев Лютов е роден 1836 г. в мелнишкото село Левуново. Със съпругата си Катерина, имат син Никола и дъщеря Марийка. След убийство на турчин е затворен в затвор в Солун. Успява да избяга, става хайдутин в четата на дядо Ильо войвода и с нея участва в Руско-турската война. Събира собствена харамийска чета и действа в защита на населението в Сярско, Неврокопско и Мелнишко.
С четата си от 12 души участва в Кресненско-Разложкото въстание. На 5 октомври 1878 г., заедно с четите на Стоян Карастоилов ̽(Стоян Войвода), Стойо Торолинков, Тодор Паласкаря и Коста Кукето (общо около 400 бойци), атакува турския гарнизон, превзема Кресненските ханчета и дава начало на Кресненско-Разложкото въстание. След което участва в освобождаването на селата Влахи, Ощава, Ново село, Мораска, Будилци, Сливница, Брезница. В операциите около Кресненското въстание е изпратен да пресрещне петричкия Хусни бег с неговите 800 низами и той ги  спира с битка, което дава път на мирното население да се изтегли към свободна България. После хайдутинът всяко лято преминава с малка чета в Демирхисарско, Мелнишко и Петричко, което продължава до 1895 година.
В 1885 година, при избухването на Сръбско-българската война, Лютата е доброволец в Българската армия и служи в четата на Георги Бабаджанов и Иван Робев.
През 1895 година в Четническата акция на Македонския комитет Кочо Лютата предвожда Втора въстаническа дружина. Дружината е в състав от 150 души и нейната задача е да подпомогне дружина на поручик Петър Начев в акцията ѝ при превземането на град Струмица. Дружината води бой при село Габрово В отряда влизат и Иван Топчев и Спиро Костов. При него служи и Йордан Божков от Велес, участник в Съединението и харамия от четата на Кочо Лютата.
На 26 февруари 1904 година тръгва за Македония с намерението да сформира нова чета. Пристига в дома си в Дупница, заедно с Иван Попов и успешно набира няколко мъже. Присъединява се и братът на Иван Попов – Димитър  Попов. Кочо заминава сам да вземе пушки, оставени от върналите се Македония бойци в склад в Кюстендил, за да ги отнесе в Рилския манастир да въоръжи четата. Докато пристигне, правителството ги разкрива и интернира Иван Попов и брат му под конвой в София.
При избухването на Балканската война в 1912 година 75-годишният Кочо Лютов се записва доброволец и е най-възрастният боец в Македоно-одринското опълчение. Служи в доброволческа чета № 42 на Дончо Златков заедно с още 91 четници.
Умира след кратко боледуване през нощта на 11 юни 1918 г. в Дупница. Погребан е на 12 юни 1918 г. в 5 часа след пладне при черквата „Свети Никола“.
Кочо Лютата е възпят във фолклора. Един от неговите прапраправнуци днес е актьорът Емил Емилов.